# Schmiedeknechtia piliventris
Schmiedeknechtia piliventris là một loài Hymenoptera trong họ Apidae. Loài này được Schwarz mô tả khoa học năm 1993.